# Rivière des Savanes
Pour les articles homonymes, voir Savane (homonymie).
La rivière des Savanes est un affluent de la rivière des Escoumins, coulant sur la rive nord du fleuve Saint-Laurent, au Québec, au Canada. Son cours traverse le territoire de la Zec Nordique, notamment les territoires non organisés de :
- Mont-Valin, dans la MRC Le Fjord-du-Saguenay, au Saguenay–Lac-Saint-Jean ; et
- Lac-au-Brochet, dans la municipalité régionale de comté (MRC) de La Haute-Côte-Nord dans la région administrative de la Côte-Nord.

La partie inférieure du bassin versant de la rivière des Savanes est desservie par une route forestière qui remonte généralement la rive Sud-Ouest de la rivière des Escoumins, puis la rive Ouest, venant du Sud où elle se relie à la route 138 au village des Escoumins. D’autres routes forestières secondaires desservent le versant de la rivière des Savanes,,.
La foresterie est la principale activité économique de ce bassin versant ; les activités récréotouristiques, en second.
La surface de la rivière de la rivière des Savanes est habituellement gelée de la fin novembre au début avril, toutefois la circulation sécuritaire sur la glace se fait généralement de la mi-décembre à la fin mars.

## Géographie
La rivière des Savanes prend sa source à l’embouchure d’un lac des Savanes (longueur : 3,9 m ; altitude : 493 m). Ce lac est enclavé par des montagnes dont un sommet atteint (altitude : 629 m) à 0,6 km au Sud-Est du lac et un autre sommet (altitude : 720 m) à 3,0 km à l’Ouest du lac. Ce plan d’eau est caractérisé par un détroit d’une centaine de mètres de largeur, formé dans la partie Est du lac par une presqu’île s’étirant vers le Sud-Est sur 0,9 km ; cette presqu’île forme une baie (longueur : 0,9 km) au Nord-Est laquelle est à son tour séparée en deux par une presqu’île étroite rattachée à la rive Nord.
À partir de l’embouchure de ce lac de tête, la rivière des Savanes coule sur 16,0 km vers l’Est dans une petite plaine enclavée par les montagnes, selon les segments suivants :
- 4,5 km d’abord vers l’Est en entrant dans la MRC La Haute-Côte-Nord jusqu’à un ruisseau (venant du Nord-Est et drainant une zone de marais), vers le Sud-Ouest, puis vers le Sud-Est, en traversant le Petit lac des Savanes (longueur : 1,8 km ; altitude : 472 m) sur sa pleine longueur, jusqu’à son embouchure ;
- 0,9 km vers l’Est, jusqu’à la décharge (venant du Sud) du lac des Pots ;
- 3,9 km vers le Nord-Est, jusqu’à la décharge (venant du Sud) de lacs non identifiés ;
- 3,2 km vers le Nord-Est en formant une courbe vers le Nord-Ouest pour contourner une montagne dont le sommet atteint 547 m, jusqu’à un ruisseau (venant du Sud-Est) ;
- 3,5 km vers le Nord, jusqu’à son embouchure[2].

La rivière des Savanes se déverse dans un coude de rivière sur la rive Sud de la rivière des Escoumins. De là, le courant descend sur  s’écoule sur 16,2 km vers le Sud-Est, jusqu’à sa confluence avec la rivière Chatignies (venant de l’Ouest). Puis la rivière des Escoumins coule sur 43,1 km généralement vers l’Est jusqu’à sa confluence avec la baie des Escoumins (fleuve Saint-Laurent) au village des Escoumins.
La confluence de la rivière des Savanes est située à 15,1 km au Nord-Ouest du Lac Maclure, à 44,9 km au Nord-Ouest du centre du village des Escoumins, à 46,9 km au Nord-Ouest du centre du village des Bergeronnes, à 52,0 km au Nord-Ouest du centre du village de Tadoussac ; et à 60,6 km du centre-ville de Forestville.

## Toponymie
Le toponyme « rivière des Savanes » a été officialisé le 5 décembre 1968 à la Banque des noms de lieux de la Commission de toponymie du Québec.